# Louis Francis
Louis Francis (ur. 7 lutego 1900 r. w Nevers, zm. 9 listopada 1959 r. w Paryżu) – francuski pisarz, laureat Nagrody Renaudot w 1935 r. za powieść Blanc. Jego inne dzieła to m.in. Le Peuplier Seul (1955), Neuf et une (1936), La neige de Galata (1936), Daria ou La Médée contestée (1930) oraz Les nuits sont enceintes (1929).
Posługiwał się pseudonimem Louis Rolland.